# Jessica Schwarz

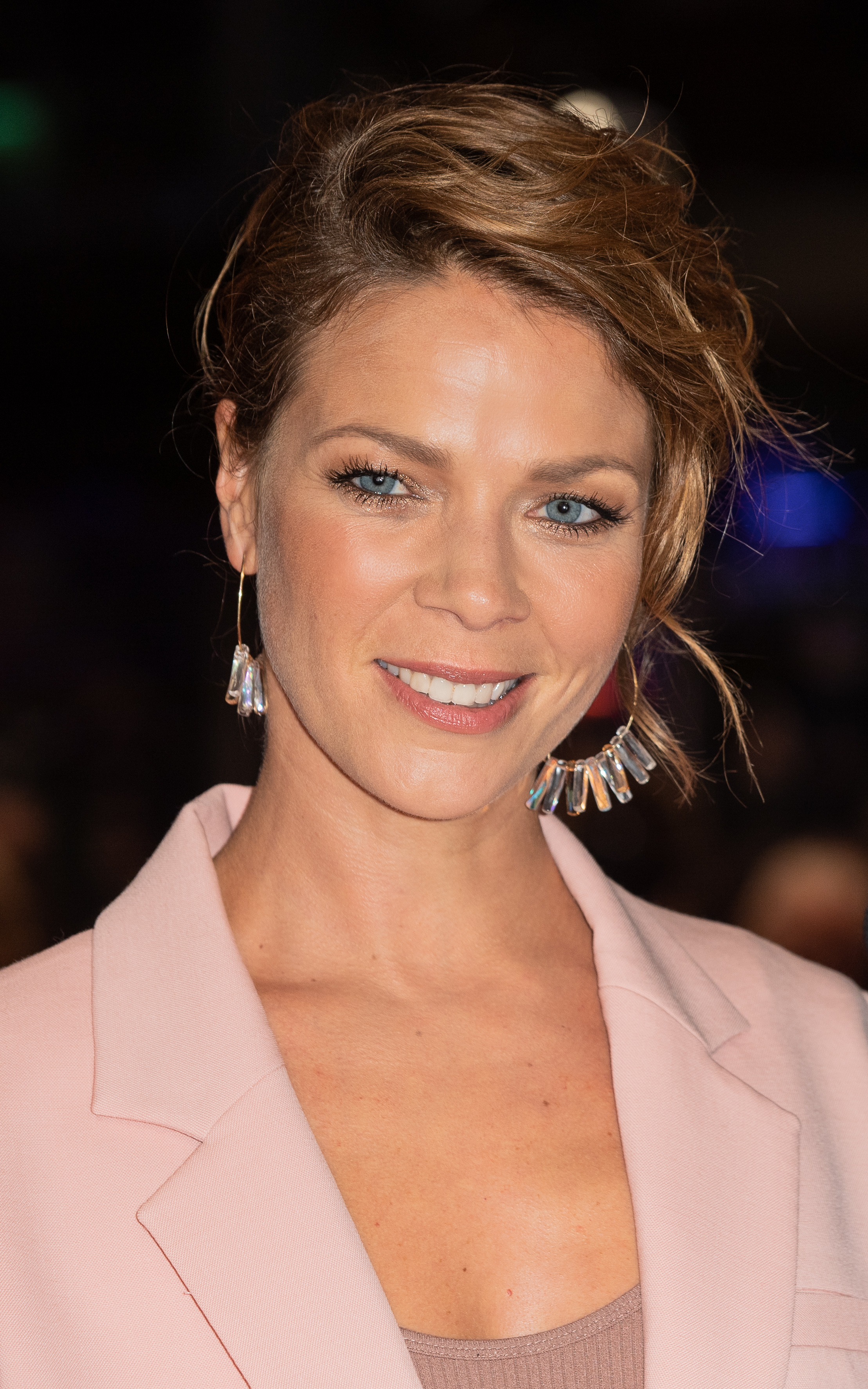
Jessica Schwarz (2020)

Jessica Schwarz (* 5. Mai 1977 in Erbach (Odenwald), Hessen) ist eine deutsche Schauspielerin, Synchronsprecherin, Hörbuchsprecherin und Moderatorin.

## Leben

### Karriere
Schwarz wuchs im südhessischen Michelstadt im Odenwald auf, wo ihre Eltern die Hausbrauerei Michelstädter Rathausbräu mit Restaurant betreiben. Ihre Karriere begann mit der Wahl zum Bravo-Girl 1993.  Kurz darauf war sie zweimal auf der Titelseite der Zeitschrift Bravo Girl. Danach arbeitete sie als Model und später als Moderatorin beim Musikfernsehsender VIVA, bei dem sie die Sendungen Film ab und Interaktiv moderierte. Sie war ebenfalls Internet-Moderatorin beim ZDF für Wetten, dass..?. Seit einigen Jahren ist sie hauptsächlich Schauspielerin.

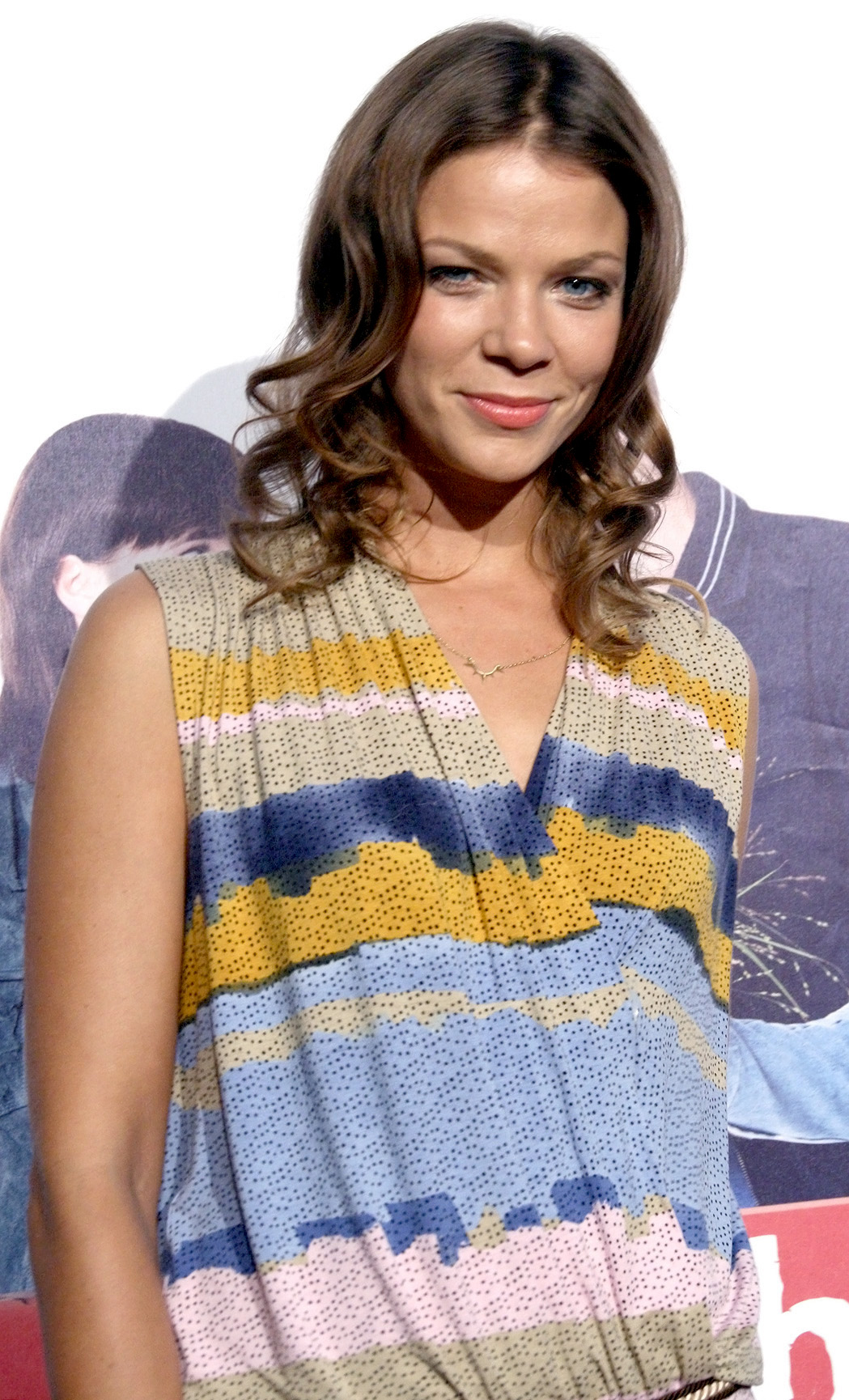
Jessica Schwarz (2012)

Einem größeren Publikum wurde Schwarz durch Rollen in Kinofilmen wie Das Parfum oder als Tony Buddenbrook in Buddenbrooks bekannt. Aufmerksamkeit erlangte sie auch 2009 mit der Darstellung der Romy Schneider im deutschen Fernsehfilm Romy. Ferner arbeitete sie als Synchronsprecherin bei den deutschen Fassungen von Flutsch und weg und Könige der Wellen mit.
Zusammen mit Elyas M’Barek moderierte sie die Gala anlässlich der Verleihung des Deutschen Filmpreises 2012.
2023 war sie Teilnehmerin in der Sendung Das Duell um die Welt – Team Joko gegen Team Klaas.
Von November bis Dezember 2024 nahm sie als Feuersalamander bei The Masked Singer teil. Sie schied in der fünften Folge (Halbfinale) aus und belegte Platz 6.

### Privates
Im Jahr 2000 war die Schauspielerin mit dem Comedian Oliver Pocher für kurze Zeit ein Paar. Schwarz und der Schauspieler Daniel Brühl lernten sich 2001 bei den Dreharbeiten von Nichts bereuen kennen und waren bis 2006 miteinander liiert.
2008 eröffneten Schwarz und ihre Schwester in ihrem Heimatort Michelstadt ein Hotel mit Café.
Zwischen 2010 und 2019 war sie mit dem österreichischen Kameramann Markus Selikovsky liiert.
Am 24. Juli 2021 heiratete sie in ihrer Heimatstadt Michelstadt ihren Lebensgefährten Louis-Freytag Beckmann, mit dem sie seit März 2020 zusammen ist und im März 2021 ein Glamping-Hotel in Portugal eröffnete. Dort lebt das Paar auch seit Sommer 2020.

## Filmografie (Auswahl)
- 1997: Blackrock
- 1999: Jagd auf Amor (Fernsehfilm)
- 2000: München – Geheimnisse einer Stadt
- 2001: Nichts bereuen
- 2002: Einsatz in Hamburg – Rückkehr des Teufels (Fernsehreihe)
- 2002: Die Freunde der Freunde (Fernsehfilm)
- 2003: Kalter Frühling (Fernsehfilm)
- 2003: Verschwende deine Jugend
- 2003: Im Labyrinth (Kurzfilm)
- 2003: Flyer (Kurzfilm)
- 2004: Tatort – Teufel im Leib (Fernsehreihe)
- 2004: Kammerflimmern
- 2004: 48 Stunden Barcelona (Quito)
- 2005: Die Wilden Hühner
- 2006: Das Parfum – Die Geschichte eines Mörders
- 2006: Der Rote Kakadu
- 2006: Lulu (Fernsehfilm)
- 2006: Der Liebeswunsch
- 2007: Ich wollte nicht töten (Fernsehfilm)
- 2007: Die Wilden Hühner und die Liebe
- 2007: Reine Geschmacksache
- 2007: Nichts als Gespenster
- 2007: Warum Männer nicht zuhören und Frauen schlecht einparken
- 2008: Buddenbrooks
- 2009: Die Wilden Hühner und das Leben
- 2009: Romy (Fernsehfilm)
- 2009: Die Tür
- 2010: Lautlose Morde (Fernsehfilm)
- 2010: Der Mann der über Autos sprang
- 2010: Das Lied in mir
- 2011: Als der Weihnachtsmann vom Himmel fiel
- 2011: Am Ende eines viel zu kurzen Tages (Death of a Superhero)
- 2012: Yoko
- 2012: Heiter bis wolkig
- 2012: Jesus liebt mich
- 2012: Baron Münchhausen (Fernseh-Zweiteiler)
- 2013: The Key (Kurzfilm)
- 2013: Adieu Paris
- 2014: Der Koch
- 2015: Zum Sterben zu früh (Fernsehfilm)
- 2016: Zweimal zweites Leben (Fernsehfilm)
- 2016: Die Hände meiner Mutter
- 2016: Stadtlandliebe
- 2016: Hattinger und der Nebel – Ein Chiemseekrimi (Fernsehfilm)
- 2016: Freddy/Eddy
- 2017: Hanni & Nanni – Mehr als beste Freunde
- 2017: Einmal bitte alles
- 2017: Auf der anderen Seite ist das Gras viel grüner
- 2018: Reich oder tot (Fernsehfilm)
- 2018: You Are Wanted (Fernsehserie)
- 2019: Und tot bist Du! – Ein Schwarzwaldkrimi (Fernseh-Zweiteiler)
- 2019: Das perfekte Geheimnis
- 2020: Narziss und Goldmund
- 2020–2021: Biohackers (Fernsehserie)
- 2021: Waldgericht – Ein Schwarzwaldkrimi – Die schwarze Frau (Fernsehfilm)
- 2021: Waldgericht – Ein Schwarzwaldkrimi – Die Verwandlung (Fernsehfilm)
- 2021: Blackout (Fernsehserie)
- 2022: Alles auf Rot
- 2022: Over & Out
- 2024: Schneekind – Ein Schwarzwaldkrimi (Fernseh-Zweiteiler)
- 2025: Lillys Verschwinden (Fernseh-Zweiteiler)
- 2025: Das Kanu des Manitu

## Synchron- und Sprechrollen (Auswahl)
- 2006: Kate Winslet als Rita in Flutsch und weg
- 2006: als Natalie in Das Parfum – Die Geschichte eines Mörders
- 2007: Zooey Deschanel als Miss Edmunds in Brücke nach Terabithia
- 2007: Zooey Deschanel als Lani Aliikai in Könige der Wellen
- 2010: Louise Bourgoin als Adèle Blanc-Sec in Adèle und das Geheimnis des Pharaos
- 2011: als Tanya in Am Ende eines viel zu kurzen Tages
- 2014: als Andrea in Der Koch
- 2016: Scarlett Johansson als Kaa in The Jungle Book
- 2018: Elizabeth Debicki als Mopsi in Peter Hase

## Hörbücher
- Banana Yoshimoto: Kitchen. Random House Audio Editionen, 2006, ISBN 3-86604-190-X.
- Jan-Philipp Sendker: Herzenstimmen. Random House Audio, 2012, ISBN 978-3-8371-4823-7.
- Charlotte Roche: Mädchen für alles. 6 CDs, 450 Min., ungekürzte Lesung, Osterwold audio, ISBN 978-3-86952-278-4.
- M. V. Carey: Jessica Schwarz liest: Die drei ??? und der magische Kreis. Europa Verlag.
- Lucy Maud Montgomery: Anne auf Green Gables. cbj-audio (Random House Audio), 2020, ISBN 978-3-8371-5260-9

## Auszeichnungen
- 1993: Wahl zum Bravo-Girl
- 2002: Jupiter als Beste Nachwuchsschauspielerin für Nichts bereuen
- 2002: Bunte New Faces Award (Kategorie Fernsehen für ihre VIVA-Moderation)
- 2002: Bunte New Faces Award (Kategorie Schauspiel für Nichts bereuen)
- 2003: Maxim Woman Of The Year 2003
- 2003: Adolf-Grimme-Preis für Die Freunde der Freunde
- 2004: Bayerischer Filmpreis für Kammerflimmern
- 2004: Botschafterin des Bieres
- 2007: Undine Award Beste jugendliche Charakterdarstellerin für Der Liebeswunsch
- 2009: Bambi Beste Schauspielerin national für Romy
- 2010: nominiert für den Deutschen Fernsehpreis als Beste Schauspielerin
- 2010: Hessischer Fernsehpreis für Romy
- 2012: Filmpreis der Stadt Hof anlässlich der 46. Internationalen Hofer Filmtage